# Comté de Gippsland Sud
Le comté de Gippsland Sud est une zone d'administration locale dans le sud-est du Victoria en Australie.
Il résulte de la fusion en 1995 des comtés de Mirboo, Gippsland sud et partiellement des comtés de Korumburra et Woorayl.
Le comté comprend les villes de Leongatha, Korumburra, Fish Creek, Foster, Poowong et Mirboo North.